# بطولة أم المعارك 2000
بطولة أم المعارك 2000 وهي بطولة كرة قدم نظمها اتحاد كرة القدم العراقي للفترة من 3 ديسمبر إلى 15 ديسمبر 2000 بمشاركة ثمانية فرق التي تحمل المراكز الأولى في بطولة دوري أندية العراق 1999/2000.

## الفرق المشاركة

### المجموعة الأولى
| التسلسل | النادي     |
| 1       | الزوراء    |
| 2       | الشرطة     |
| 3       | دهوك       |
| 4       | صلاح الدين |

### المجموعة الثانية
| التسلسل | النادي       |
| 1       | الطلبة       |
| 2       | الكرخ        |
| 3       | الميناء      |
| 4       | القوة الجوية |

## البطولة والأهداف
شهدت هذه البطولة في نسختها العاشرة إقامة 16 مباراة لم تنته أي مباراة منها بالتعادل، بينما مباراة واحدة حسمت بالوقت الإضافي وأخرى بركلات الجزاء وكلتاهما في نصف النهائي. تم تسجيل 50 هدفاً في البطولة بمعدل 3.13 هداف في كل مباراة ويعتبر نادي الشرطة هو الأكثر تسجيلاً حيث سجل 14 هدفاً بينما حصل صباح جعير لاعب الطلبة على لقب هداف البطولة برصيد 3 أهداف وان أكبر نتيجة سجلت في البطولة عندما فاز الشرطة على صلاح الدين 7-1 .. ويعتبر فريق صلاح الدين هو الأقل تسجيلاً في البطولة حيث لم يسجل سوى هدف وحيد وهو هدف شاكر محمد في مرمى الشرطة.

## النهائي
اقيمت مباراة نهائي البطولة يوم 15 ديسمبر 2000 بين فريقي الشرطة والزوراء على ملعب الشعب الدولي.